# Heteropterys admirabilis
Heteropterys admirabilis är en tvåhjärtbladig växtart som beskrevs av André M. Amorim. Heteropterys admirabilis ingår i släktet Heteropterys och familjen Malpighiaceae. Inga underarter finns listade i Catalogue of Life.